# Rumba la vie
Pour plus de détails, voir Fiche technique et Distribution.
Rumba la vie est un film français réalisé par Franck Dubosc, sorti en 2022.

## Synopsis
Tony a abandonné sa fille quand elle était bébé. Aujourd'hui quinquagénaire « vieux garçon », un peu macho, il cherche à la retrouver. Quand il découvre qu'elle est professeur de danse de salon, il décide de s'inscrire à l'un de ses cours de rumba. Or il déteste la danse.

## Fiche technique
Sauf indication contraire, les informations mentionnées dans cette section peuvent être confirmées par la base de données cinématographiques IMDb,  présente dans la section « Liens externes ».
- Titre original : Rumba la vie
- Titre international : Rumba Therapy
- Réalisation et scénario : Franck Dubosc
- Photographie : Ludovic Colbeau-Justin
- Montage : Samuel Danési
- Décors : Arnaud Putman
- Costumes : Isabelle Mathieu
- Musique : Sylvain Goldberg et Matteo Locasciulli
- Production : Sidonie Dumas
  - Production déléguée : Marc Vadé
- Sociétés de production : Gaumont et Pour Toi Public Productions
- Société de distribution : Gaumont (France)
- Budget : 11,23 millions d'euros
- Pays de production :  France
- Genre : comédie
- Durée : 103 minutes
- Dates de sortie :
  - France : 18 janvier 2022 (Festival international du film de comédie de l'Alpe d'Huez)[2] ; 24 août 2022 (sortie nationale)

## Distribution
- Franck Dubosc : Tony
- Louna Espinosa : Maria Rodriguez
- Jean-Pierre Darroussin : Gilles
- Marie-Philomène Nga : Fanny Massamba
- Karina Marimon : Carmen Rodriguez Llorca
- Catherine Jacob : Josy (patronne)
- Michel Houellebecq : Docteur Mory
- Marie Vincent : Annick
- Philippe Uchan : Philippe

## Production
Franck Dubosc annonce le projet en février 2020 sur les réseaux sociaux, alors qu'il est en repérages.
Le tournage est retardé en raison de la pandémie de Covid-19. Il débute finalement en Seine-et-Marne en septembre 2020. Il a notamment lieu à Saint-Germain-sur-Morin. On peut y apercevoir plusieurs fois une rame de tram-train U 25500 y circuler sur la ligne d'Esbly à Crécy-la-Chapelle.
Des scènes sont ensuite tournées dans les studios de Bry-sur-Marne dans le Val-de-Marne.

## Accueil

### Sortie
Le film devait sortir en France le 15 décembre 2021. En raison des retards de tournage liés à la pandémie de Covid-19, la sortie française est repoussée au 26 janvier 2022. En novembre 2021, la sortie est avancée d'une semaine en salle : le 19 janvier 2022. Gaumont décide ensuite de reporter de plusieurs mois la sortie du film, en raison de l'épidémie de Covid-19 : sortie prévue le 24 août au lieu du 19 janvier[réf. nécessaire].

### Critique
En France, le site Allociné propose une moyenne de 3,5⁄5, après avoir recensé 15 titres de presse.
Pour Dernières Nouvelles d'Alsace, « Franck Dubosc réalisateur offre à l'acteur Franck Dubosc un deuxième film dansant sur le fil funambule des sentiments en équilibre, balançant entre la gravité et la tendresse. Une corde fine, encore plus sensible que la première fois. ». Pour Le Journal du dimanche, « Oscillant sans arrêt entre rires et larmes, la star ouvre son cœur dans cette histoire pleine de sincérité, de tendresse et d'humanité, qui comporte des instants de pure magie. ». Dans la même trempe, Le Parisien abonde que « cette rumba ne respire pas la java, on n'explose pas de rire, mais le face-à-face avec soi-même d'un vieux con qui se rachète confirme un regard de cinéaste, même perfectible, chez Franck Dubosc ».
Le site Écran Large se montre plus modéré, mais reste enthousiaste pour cette nouvelle réalisation. « Assisterions-nous à la naissance d'un auteur ? Pas encore, car il reste des défauts à gommer, mais Rumba la vie met certainement Franck Dubosc sur de très bons rails, et toutes les réussites du film sont à lui attribuer. ». Pour le magazine Première, « Rumba la vie n'est pas exempt de défauts. Mais sa sincérité désarmante et son premier degré assumé rendent le propos attachant et profondément émouvant de bout en bout. ». Pour le site Avoir-alire.com, « calibré pour le succès, plein de bons sentiments, [et] ne se démarque pas des comédies qui exaltent le vivre-ensemble. Mais l'humour plus discret de Dubosc s'affine. Et ce n'est pas une mauvaise nouvelle. ».

### Box-office
286 913 entrées en salles et rentabilité mondiale de 7 %.
Pour son premier jour d'exploitation en France, Rumba la vie rassemble 36 747 entrées (dont 18 461 en avant-première), pour 612 copies. Le long métrage se place en numéro 1 du classement des nouveautés sorties ce jour, devant le drame français Les Volets verts (34 469). Au bout de sa première semaine d'exploitation en France, le long-métrage atteint la troisième place du box-office avec 151 081 entrées, derrière Bullet Train (175 308) et devant une autre nouveauté française au classement Les Volets Verts (138 794). Pour sa seconde semaine d'exploitation, Rumba la vie tombe à la septième place du box-office avec 76 887 entrées supplémentaires, derrière Top Gun: Maverick (77 885) et devant Avec amour et acharnement (73 581).
| Pays ou région | Box-office      | Date d'arrêt du box-office | Nombre de semaines |
| -------------- | --------------- | -------------------------- | ------------------ |
| France         | 286 913 entrées | 4 octobre 2022             | 6                  |
| Total mondial  | 834 378 $       | -                          | -                  |

## Distinction

### Sélection
- Festival international du film de comédie de l'Alpe d'Huez 2022 : sélection officielle